# AnnMarie Fox
AnnMarie; (09 de janeiro), conhecida como AnnMarie Fox é uma cantora, compositora, dançarina.
Nascida e criada em Brooklyn, Nova York, foi cantando e dançando na frente das audiências vivas desde quatro anos de idade  (onde participou de eventos da escola do Brooklyn elementares).
Seu amor para a realização de nunca falhou

## Biografia

### Início de carreira
Criado em uma família onde os sons de grandes nomes do R&B, comoJames Brown, Otis Redding, The Temptations, Sam Cooke nunca faltou, AnnMarie ali pegou ouvido afiado para a musica. Michael Jackson era a mais forte influência destes e alimentou seu desejo de prosseguir a música em sua vida adulta.
AnnMarie tem uma presença no YouTube e MySpace, onde você vai ouvir e
vê-la realizar a rotinas que ela tinha uma mão forte na coreografia.
Ela tem sido popular como headliner para desfiles de moda regionais e abertos para artistas de caso, Lil Mo, e Ruben Studdard, entre muitos outros. AnnMarie também teve a oportunidade de mostrar algumas das suas habilidades de dança no episódio de estreia da Dança VH1 Cam Slam.
Hoje, você pode encontrar AnnMarie no estúdio trabalhando em uma paixão muito álbum previsto, que é certo tirar de experiências de vida que os outros podem relacionar também. Ela tem um amor para a vida, vive para dançar, e ainda encontra tempo para desfrutar a companhia de familiares e amigos próximos e queridos ao seu coração.
Fã assumida de Aaliyah, Annie (como é chamada pelos amigos), prevê em breve o lançamento de seu novo CD, fruto de seu trabalho em parceria com um dos maiores DJ's e seu grande amigo "DJ THAI".

## Discografia
- No Autotune Acapellas Vol. 1
- Crazy Like A. Fox vol. 2,  (2012)